# Rivanj
Rivanj (italsky Rivani) je malý ostrov v Jaderském moři. Je součástí Chorvatska, leží v Zadarské župě a spadá pod opčinu Preko. Žije zde celkem 31 obyvatel, z nichž všichni žijí ve vesničce Rivanj, jediném sídle na ostrově.
Rivanj je součástí Zadarského souostroví. Západně se nachází ostrov Sestrunj, jihovýchodně ostrov Ugljan. Dále se kolem ostrova rozprostírají ostrůvky Idula, Mala Sestrica, Srednja Sestrica a Velika Sestrica.
Na konci července 2007 zasáhl ostrov požár, který zničil třetinu ostrova a který bylo možné pozorovat až ze Zadaru. Požár naštěstí neohrozil životy lidí ve vesnici a šířil se pouze po neobydlené části ostrova.